# Sigma (zespół muzyczny)
Sigma – brytyjskie duo powstałe w 2006 w Leeds, składające się z perkusisty i basisty. Członkami zespołu są Cameron Edwards i Joe "Wooz" Lenzie. Grupa pod koniec 2015 r. (w Polsce w styczniu 2016 r.) wydała swój debiutancki album pt. Life.

## Dyskografia

### Albumy
- 2015: "Life"

### Single
- 2010: "Lassitude" (feat. DJ Fresh & Koko)
- 2013: "Summer Calling" (feat. Taylor Fowlis)
- 2013: "Rudeboy" (feat. Doctor)
- 2014: "Nobody to Love"
- 2014: "Changing" (feat. Paloma Faith)
- 2015: "Higher" (feat. Labrinth)
- 2015: "Glitterball" (feat. Ella Henderson)
- 2015: "Redemption" (feat. Dizortion & Jacob Banks)
- 2015: "Coming Home" (feat. Rita Ora)
- 2016: "Stay"
- 2016: "Nightingale"
- 2016: "Cry" (feat. Take That)
- 2016: "Find Me" (feat. Birdy)
- 2017: "Forever" (feat. Quavo & Sebastian Kole)
- 2018: "Anywhere"
- 2019: "Say It" (feat. Thandi Phoenix)
- 2019: "Here We Go Again" (feat. Louisa Johnson)
- 2019: "Dilemna"
- 2019: "You and Me as One" (feat. Jack Savoretti)